# رنج‌روور ایواک
رنج‌روور ایواک (به انگلیسی: Range Rover Evoque) خودروی کامپکت اس‌یووی است، که در سال ۲۰۱۱ توسط شرکت رنج‌روور طراحی و عرضه شد.